# Walter Joyce
Walter Joyce (født 10. september 1939, død 29. september 1999) var en engelsk fodboldspiller (winghalf) og senere -træner.
Joyce spillede de første ti år af sin karriere hos Burnley, som han i 1960 vandt det engelske mesterskab med. Senere skiftede han til ærkerivalerne Blackburn Rovers og repræsenterede også Oldham Athletic.
Joyce var i tre sæsoner efter sit karrierestop manager for Rochdale.

## Titler
Engelsk mesterskab
- 1960 med Burnley